# Guru Har Sahai
Guru Har Sahai is een nagar panchayat (plaats) in het district Firozpur van de Indiase staat Punjab. 

## Demografie
Volgens de Indiase volkstelling van 2001 wonen er 14.348 mensen in Guru Har Sahai, waarvan 53% mannelijk en 47% vrouwelijk is. De plaats heeft een alfabetiseringsgraad van 61%. 